# Masjkur
K.H. Masjkur (EISS : Masykur), né le 15 décembre 1917 et mort le 25 décembre 1994, est le ministre des affaires religieuses indonésiennes de 1947 à 1949 et de 1953 à 1955. Il est également membre de la chambre des représentants d'Indonésie de 1956 à 1971.